# Pietro Susini
Pietro Susini (1629 – 1670) è stato un poeta e drammaturgo italiano.

## Biografia
Fiorentino, fu noto poeta e drammaturgo nella capitale del Granducato, ammiratore e sostenitore del Teatro español del Siglo de Oro. Figlio e nipote di scultori al servizio di casa Medici, entrò giovanissimo a corte quale aiutante di camera del Cardinale Leopoldo de' Medici, potendo in questo modo entrare in contatto con grandi artisti, letterati, scienziati, di cui i Medici erano mecenati. Sotto la protezione del Principe Giovan Carlo de' Medici e del Principe Leopoldo de' Medici, poté in tal maniera sviluppare la propria vena letteraria e drammaturgica. Così protetto, fu autore di numerose poesie a sfondo satirico, alcune molto accese nei confronti della Compagnia di Gesù. Fu membro dell'Accademia degli Apatisti e dell'Accademia dei Sorgenti, ove vennero rappresentate molte sue commedie, fra le quali ricordiamo, Il Traditor Fortunato e Di male in peggio, tratta dalla commedia di Calderón de la Barca, Peor está que estaba. Susini era noto per grandi capacità di recitazione, intervenendo personalmente in commedie all'improvviso, con il soprannome di Pedrolino, nelle vesti del servo sciocco. Frequentò la Confraternita dell'Arcangelo Raffaello, come Antonio Fineschi da Radda, di cui fu amico e a cui dedicò poco prima di morire, la composizione poetica, La campana battezzata. Scherzo poetico del signor Pietro Susini Aiutante di Camera del Serenissimo Principe Cardinale Leopoldo di Toscana. Scritto al Signor Antonio Fineschi da Radda, essendo l’autore al letto con la podagna lo compose e scrisse quasi, currante calamo.
La sorella Elisabetta sposò il pittore e poeta Lorenzo Lippi, autore del poema eroicomico Il Malmantile racquistato. Nel Malmantile di Lippi (1676) Pietro Susini viene citato con il nome anagrammatico «istrion Vespi» (cantare XI, stanza 55).